# Александар Мареља
Александар Мареља (Београд, 6. децембар 1992) српски је кошаркаш. Игра на позицији крилног центра.

## Биографија
Почетак каријере везује се за сезону 2009/10. током које је наступао за земунску Ласту. Већу пажњу на себе скреће наступајући за Слогу из Краљева. Током сезона 2011/12. и 2012/13. у Слоги је имао доста запажених наступа. То га је препоручило да у мају 2013. потпише за шпанску Мурсију. Ипак, тамо се задржао само до краја те сезоне. Током лета 2013. године био је на проби у многим тимовима да би се на крају нашао у македонском тиму АБА Струмица. После солидних партија у македонском првенству вратио се у Србију и потписао за Борац из Чачка како би играо током Суперлиге Србије. У јуну 2014. прешао је у редове Мега Визуре. У екипи Меге остаје до 29. децембра исте године, када прелази у белгијски Остенде. У августу 2016. прикључио се екипи Вршца и у њиховом дресу је одиграо 11 мечева КЛС-а. Дана 21. децембра 2016. вратио се у Мега Лекс. Почетком марта 2017. напустио је Мегу и потписао за Севиљу до краја сезоне. У септембру 2017. потписао је за Антверп џајантсе, али већ у децембру исте године прешао је у пољски Кошалин. У сезони 2018/19. био је играч Мителдојчера a за наредну 2019/20. потписао је уговор са Брауншвајгом. Вратио се потом у Мителдојчер за сезону 2020/21. Након тога је наступао у Кувајту за Казму и у Саудијској Арабији за Ал Тавун. Сезону 2023/24. почео је у литванској Јонави да би 29. фебруара 2024. потписао за суботички Спартак.
Са репрезентацијом Србије је играо на Универзијади 2015. у Јужној Кореји.

## Успеси

### Клупски
- Остенде:
  - Првенство Белгије (1): 2014/15.
  - Куп Белгије (2): 2015, 2016.
  - Суперкуп Белгије (1): 2016.
- Спартак Суботица:
  - Друга Јадранска лига (1): 2023/24.